# جام (ظرف)
جام (انگلیسی: Chalice) کاسهٔ کوچک از جنس شیشه یا بلور است، که برای نوشیدن مورد استفاده قرار می‌گیرد. در یونان باستان جام، به ظرفی از جنس فلز یا سرامیک گرد، کم عمق و بدون دسته اطلاق می‌گردید، که در مرکز آن فرورفتگی وجود داشته است.

## نگارخانه

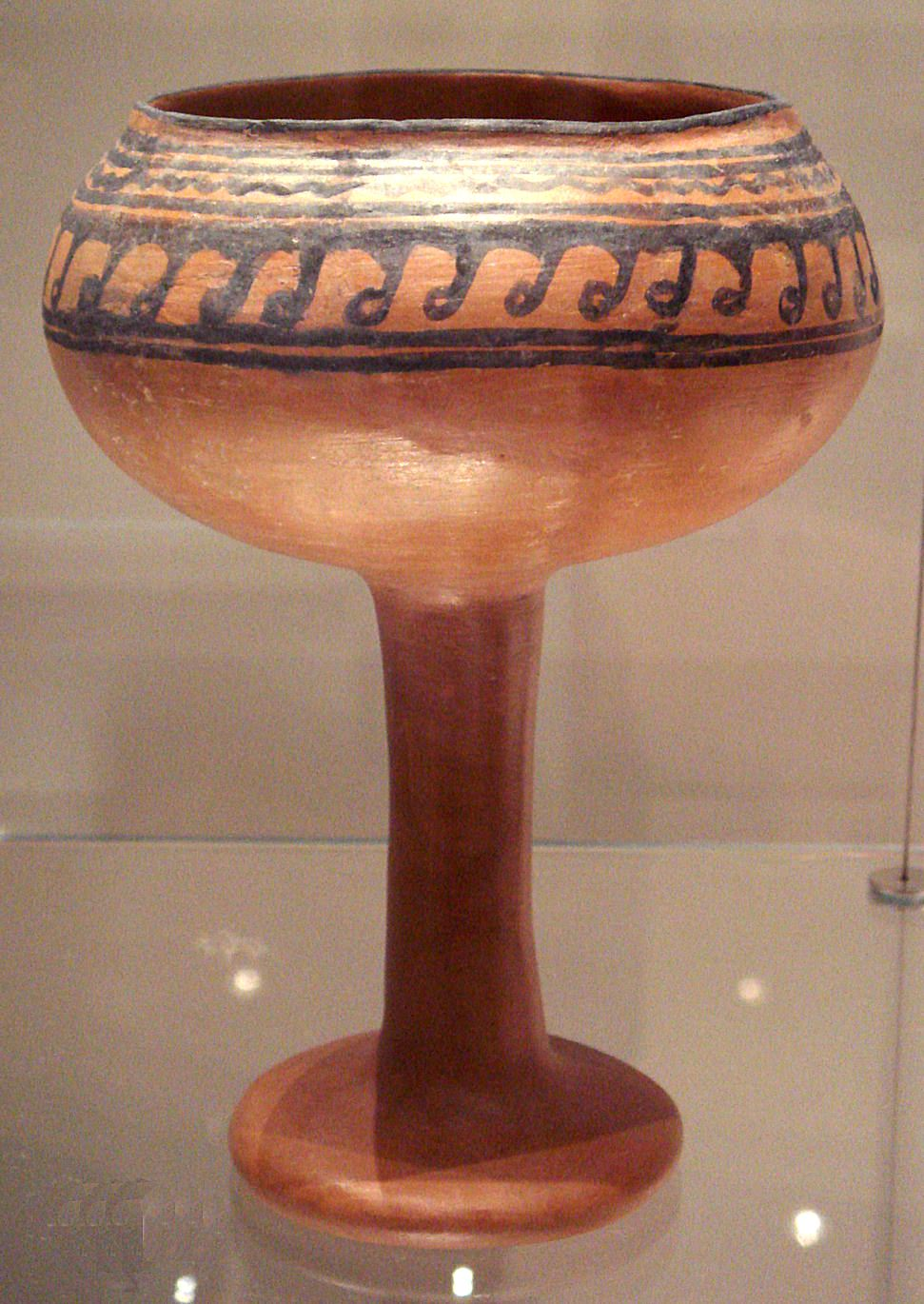
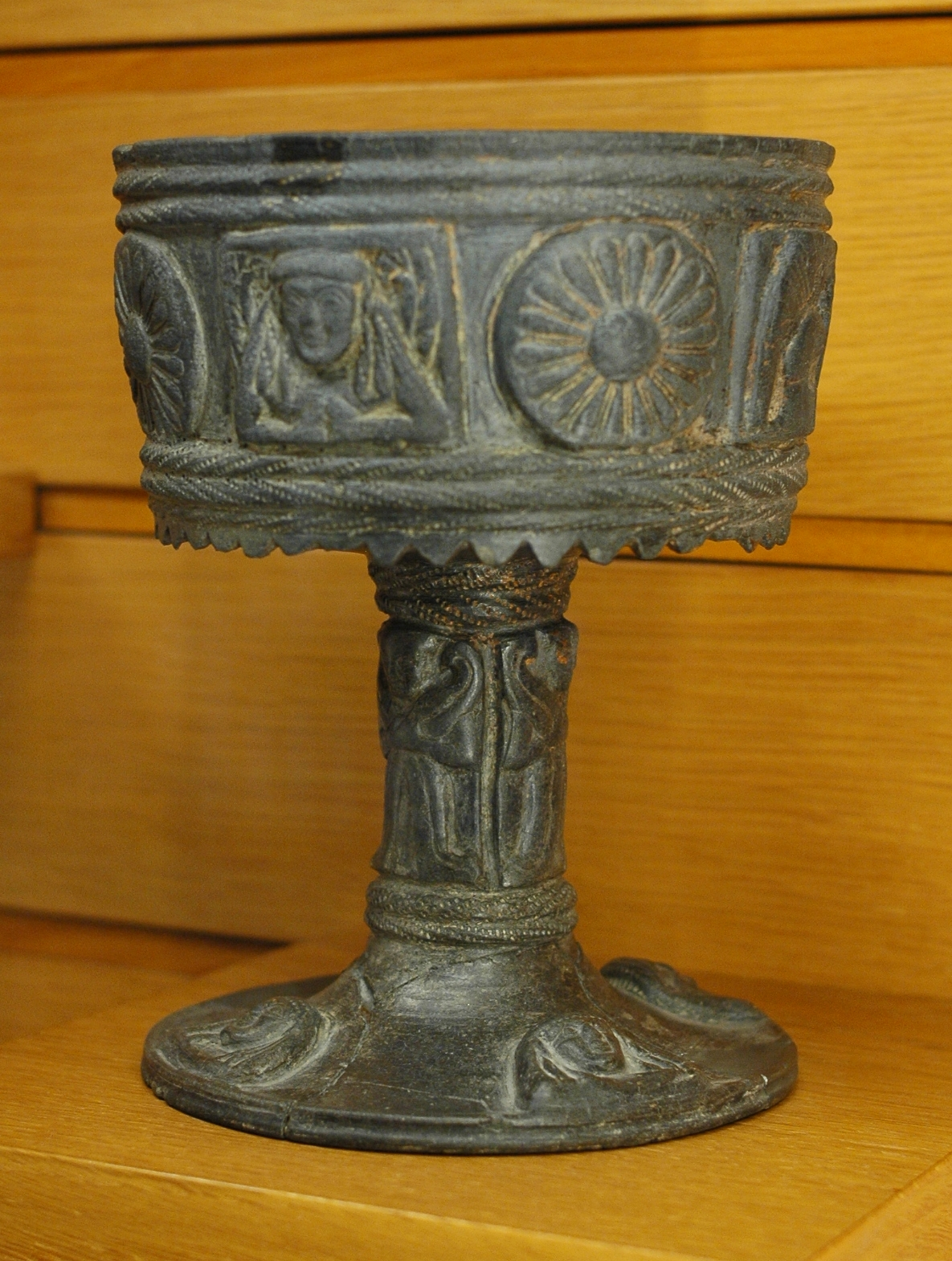
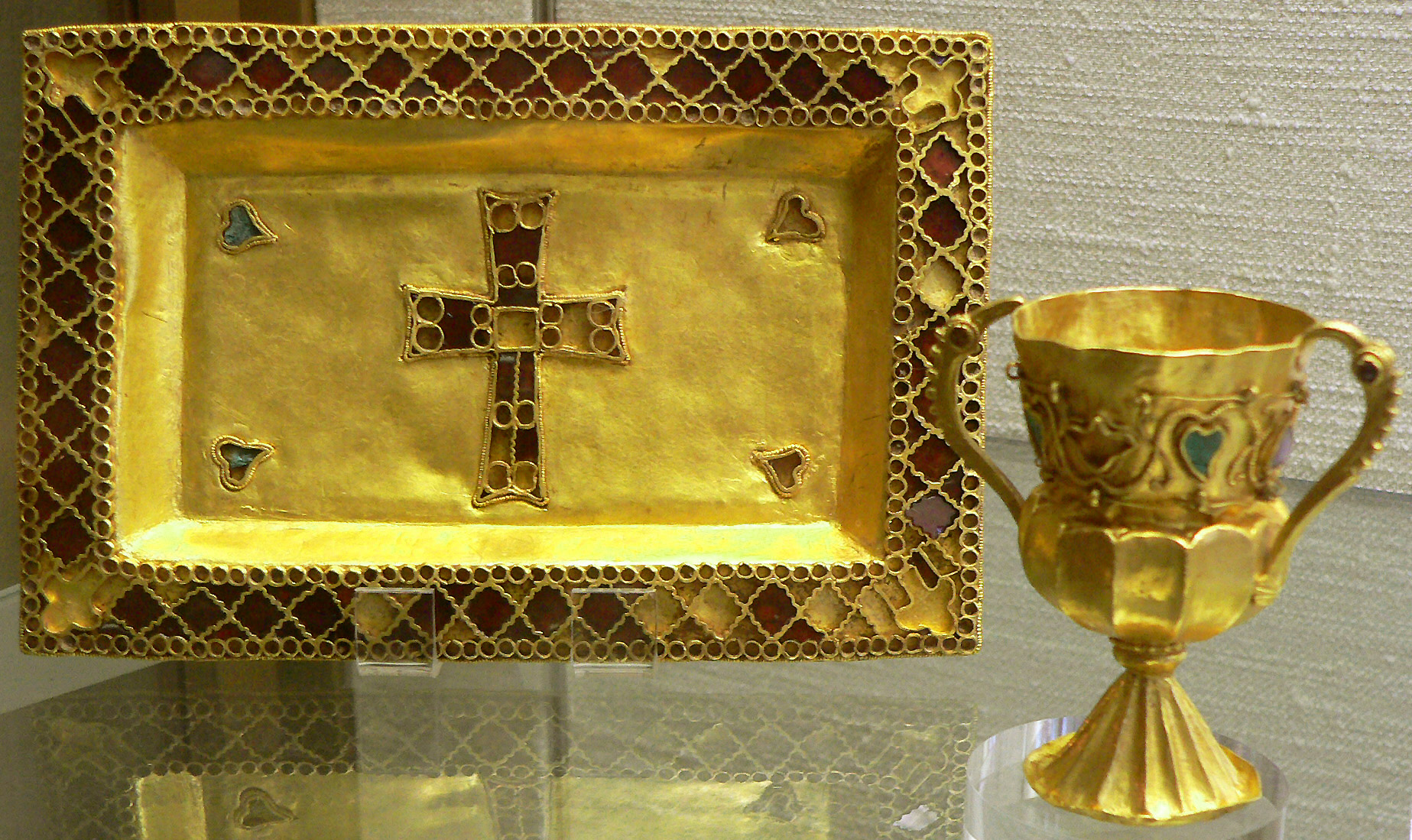
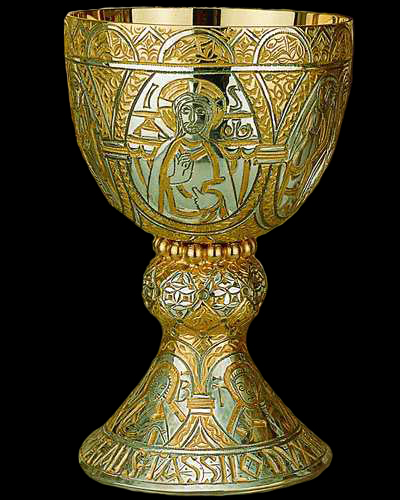
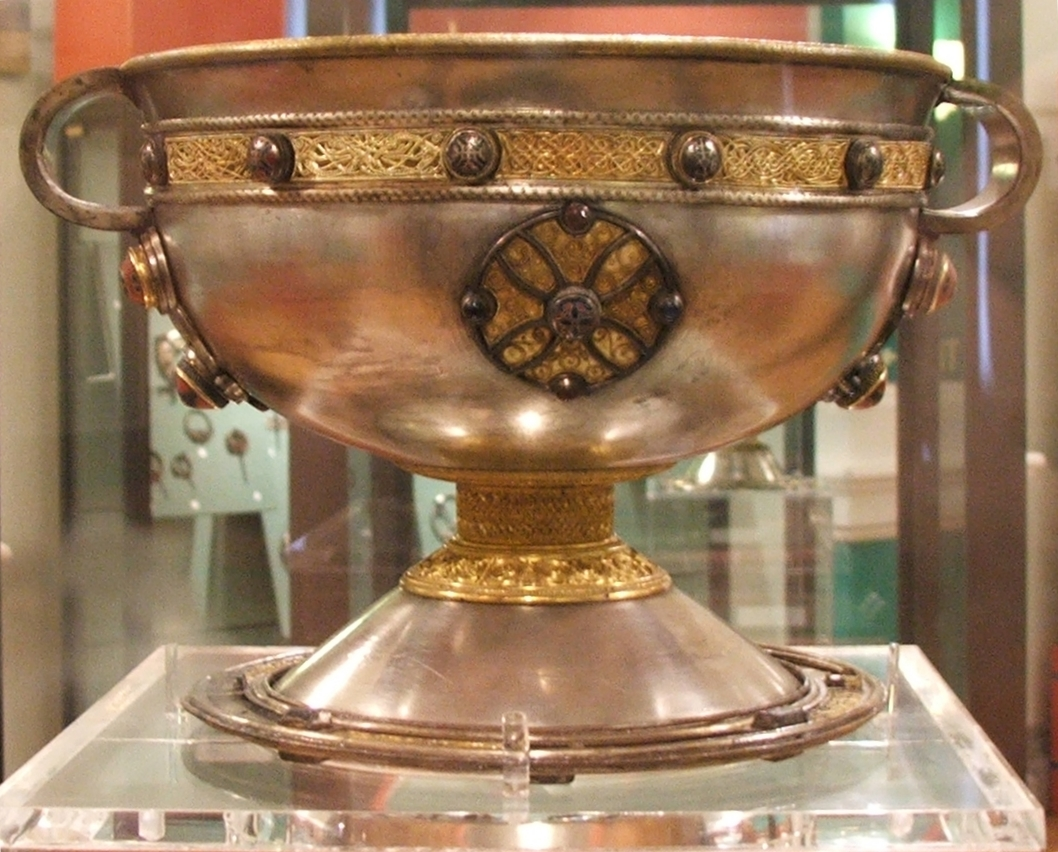
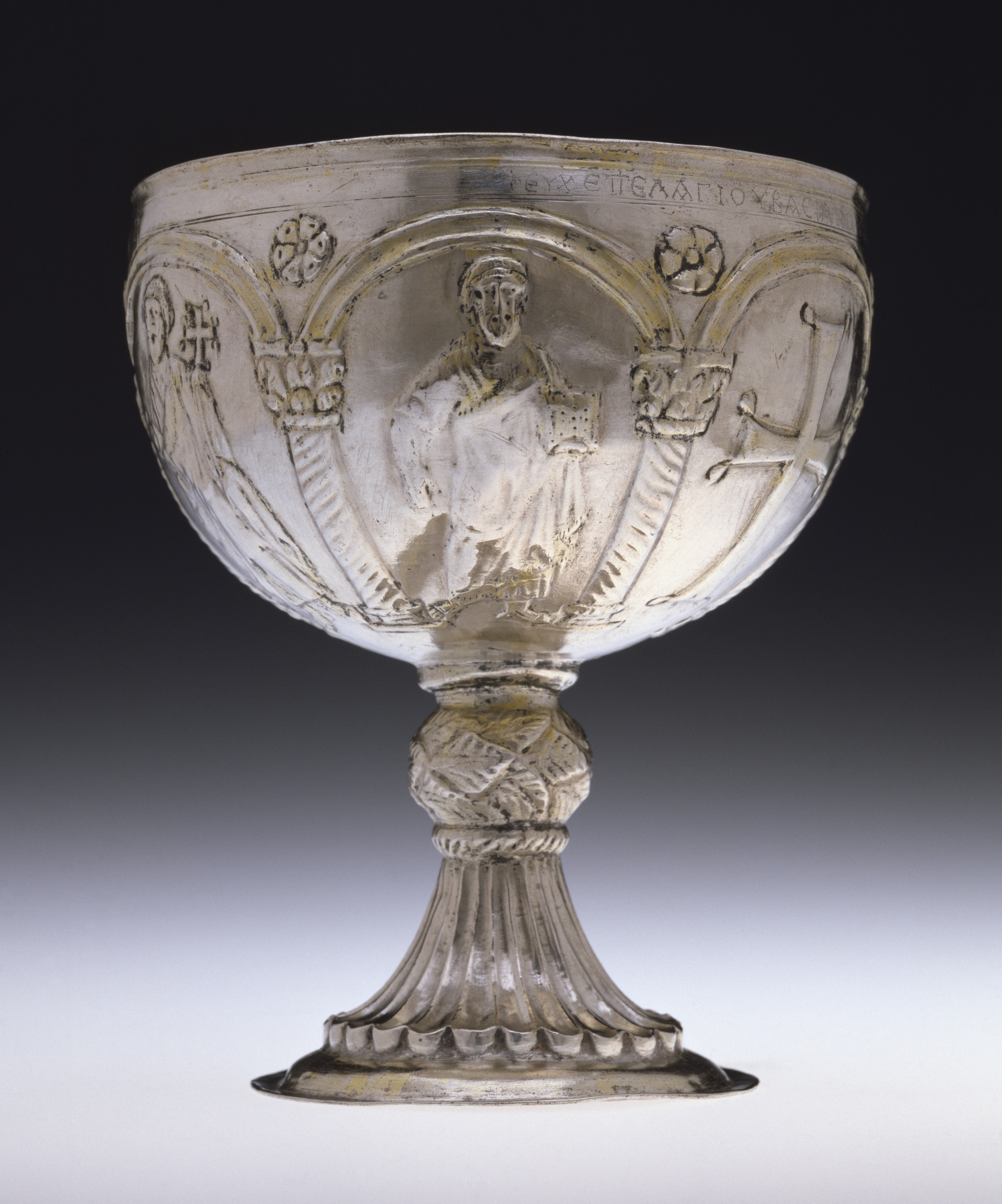
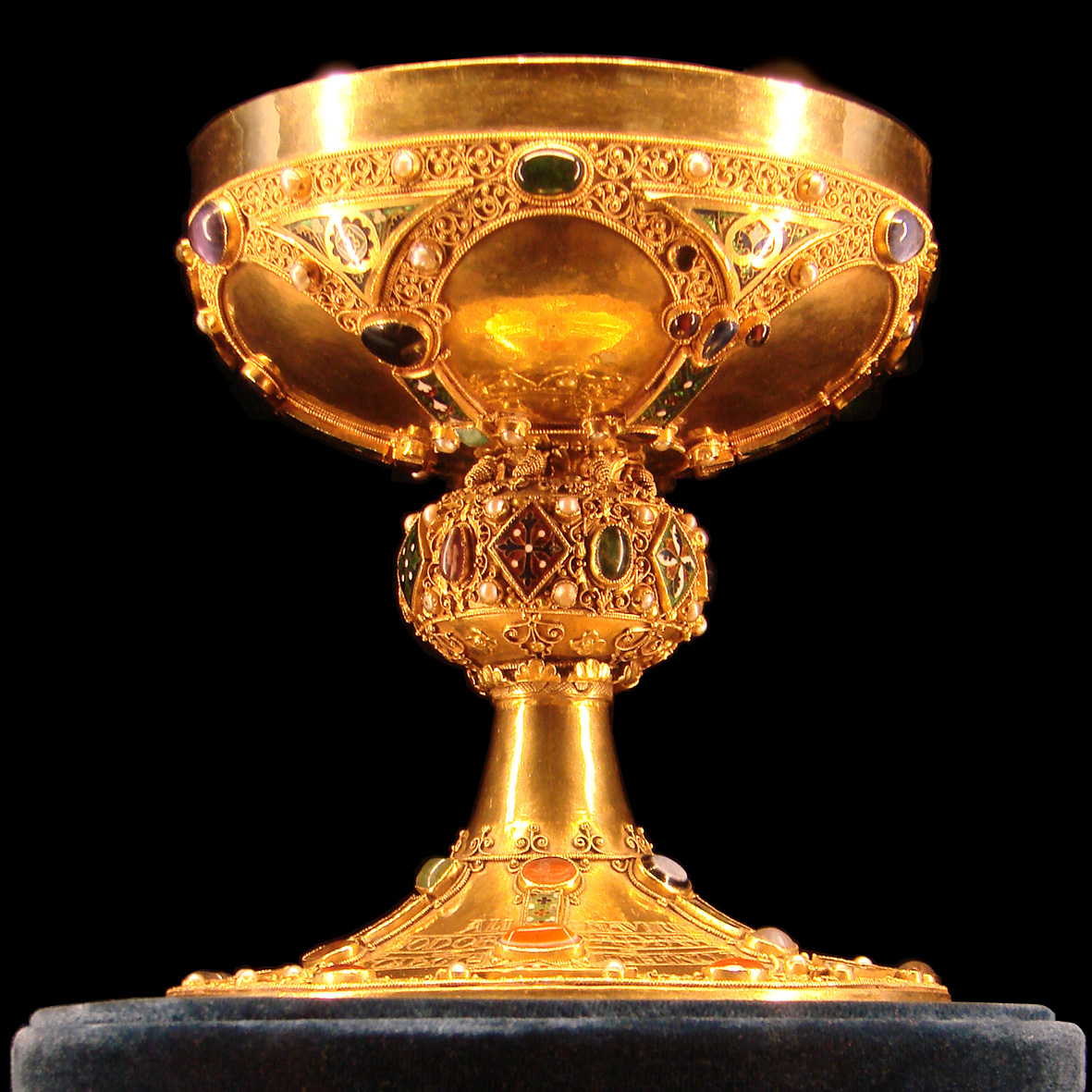
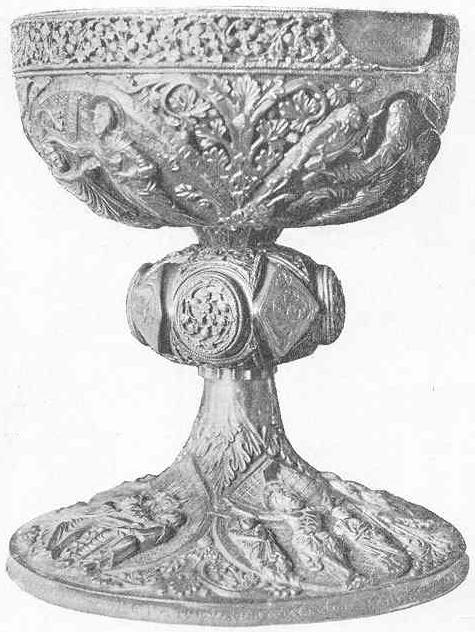
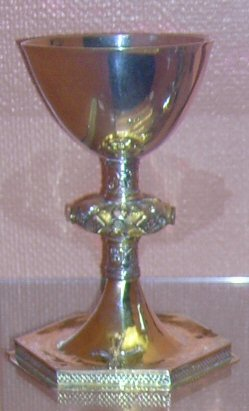
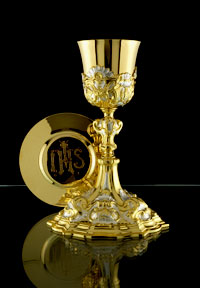
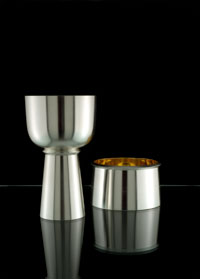
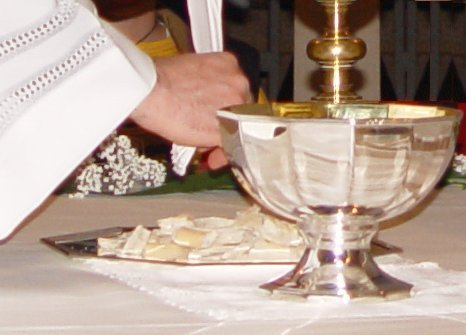
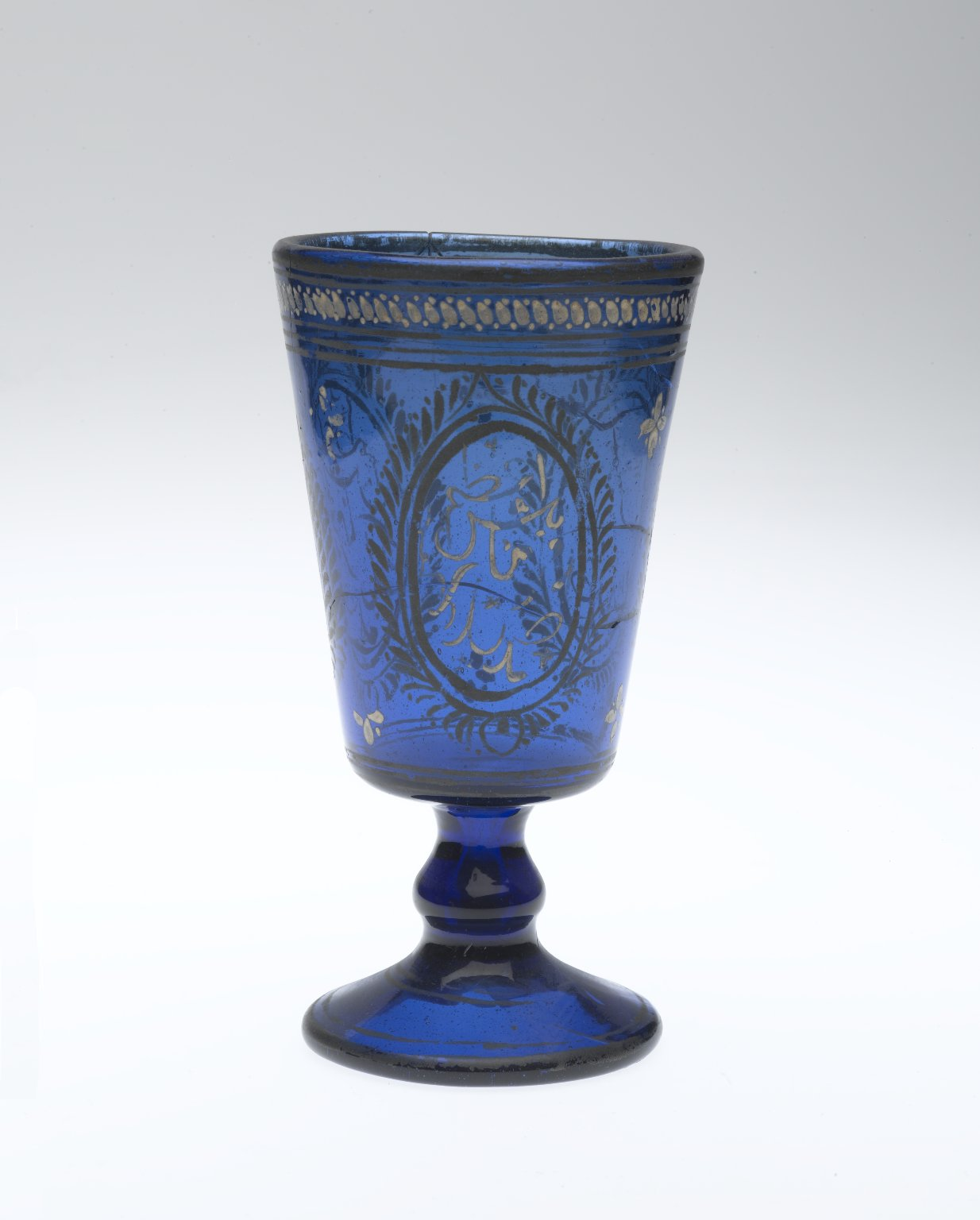